# Friedrich Wilhelm Höhne
Friedrich Wilhelm Höhne (* 16. September 1896 in Dresden; † vor 1951) war ein deutscher Politiker (DVP).

## Leben und Tätigkeit
Höhne war Rechtsanwalt in Dresden. Politisch gehörte er der DVP an.
Am 21. Januar 1933 übernahm Höhne infolge des Todes des DVP-Reichstagsabgeordneten Rudolph Schneider im Nachrückverfahren dessen Mandat für den Deutschen Reichstag. In der Folge saß er knapp zwei Monate lang, bis zur Reichstagswahl vom März 1933 als Vertreter des Wahlkreises 28 (Dresden-Bautzen), im Parlament der Weimarer Republik. Zuletzt gehörte er, infolge des Zerfalls der DVP, dem Reichstag als Mitglied der Fraktion der Technischen Arbeitsgemeinschaft (TA) an.
Im Dresdener Adressbuch für 1940 ist Höhne mit Wohnsitz in der Langemarckstraße 26 und Kanzlei in der Johann-Georgen-Allee 31 verzeichnet.
Durch Urteil des AG Dresden vom 28. April 1952 wurde er für tot erklärt mit offiziellen Todesdatum zum 31. Dezember 1950.